# Macferlan

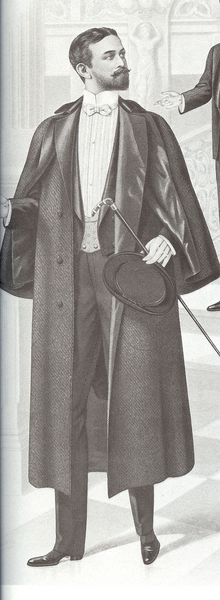
Pelerină Inverness.
Aceasta este forma formală, cu revere

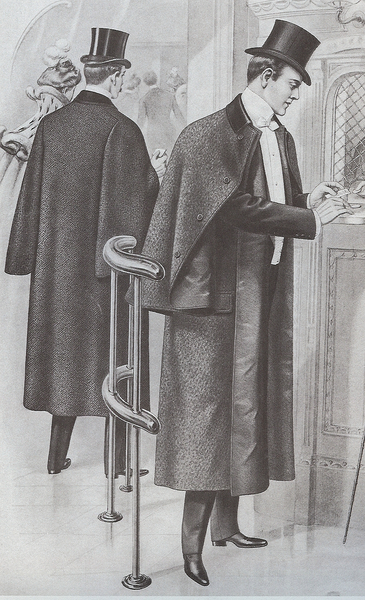
Pelerină Inverness.
Fără revere

Macferlanul sau pelerina Inverness este un element vestimentar impermeabil scoțian, al cărui scop principal este de a proteja pe purtătorul ei de condiții meteorologice nefavorabile. Ea este renumită pentru că nu are mâneci, brațele ieșind prin găuri practicate în pelerină. Pelerina este denumită după regiunea Inverness din Scoția. Împreună cu șapca cu cozoroc în față și în spate face parte din articolele de îmbrăcăminte specifice ale detectivului Sherlock Holmes.
Ea provine din haina Inverness, o haină cu mâneci acoperită de o manta lungă, ajungând până la lungimea mânecilor. Prin anii 1870 pelerina a fost împărțită în două și o mică manta de fiecare parte a fost cusută de fiecare parte, nu și în partea din spate. În anii 1880 mânecile au fost eliminate în întregime și găurile pentru brațe au fost practicate sub manta pentru a forma pelerina Inverness.
Partea din față a hainei se poate termina în două stiluri. Un stil este mai mult formal, partea de sus fiind terminată cu revere scurte și mantalele se află în spatele lor. În celălalt stil, nu există revere. Este utilizat un guler simplu și înalt, mantalele având nasturi. Acestea au fost, de asemenea, favorizate de o purtare mai puțin formală, în special de căruțași și de birjari, care aveau nevoie să-și miște liber mâinile.

## Îmbrăcăminte Highland

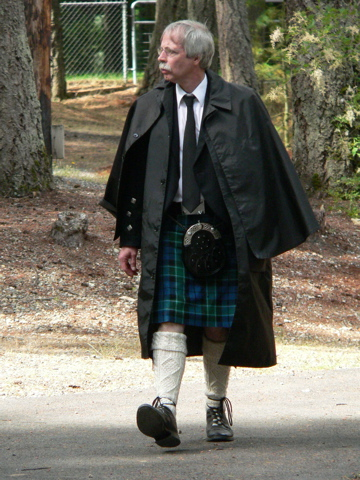
Pelerină Inverness peste un costum scoţian

Pelerina este concepută pentru a proteja hainele de ploaie. Spre deosebire de majoritatea impermeabilelor, pelerina Inverness nu are mâneci, ci o manta, care se pune peste brațe și umeri. Purtătorul o așază de obicei peste un sacou și își scoate mâinile prin două găuri. Acest lucru îi permite utilizatorului să aibă acces la sporran fără a descheia nasturi. Mantaua lungă este acoperită de o altă manta scurtă, care se încheie cu nasturi și are rolul de a proteja mâinile de ploaie.
Pe lângă o mare varietate de paltoane și pardesie purtate cu specificitate în Scoția, pelerina Inverness a ajuns să fie purtată aproape universal pe vreme ploioasă de cântăreții la cimpoi din întreaga lume. Anterior, pelerina a fost destul de populară, fiind purtată și de poliția britanică. Astăzi ea este văzută numai arareori, nemaifiind produsă decât foarte rar. Ea se poartă de obicei ca accesoriu la kiltul scoțian.

## În cultura populară
Cel mai celebru exemplu din ficțiune, celebrul detectiv Sherlock Holmes al lui Arthur Conan Doyle este adesea asociat cu pelerina Inverness. Înfățișarea distinctivă a lui Holmes, completată de obicei cu o șapcă deerstalker și cu o pipă Calabash, i se datorează ilustratorului Sidney Paget și a fost făcută celebru mai târziu de portretizarea lui Basil Rathbone, pelerina Inverness fiind un accesoriu hidrofug. Pelerina purtată de Holmes este din tweed, dar se fac și unele mai ieftine din nailon sau din țesături diagonale, de obicei de culoare neagră, care sunt folosite de obicei de către cântăreții la cimpoi.
În anii 1970, al treilea doctor (Jon Pertwee) din serialul îndelungat Doctor Who poartă frecvent o pelerină Inverness peste costumul său de dandy.

## Legături externe
- Unul dintre ultimii producători de pelerine Inverness Arhivat în 14 iunie 2010, la Wayback Machine.